# Таймут
Таймут — пресноводное озеро на территории сельского поселения Зареченск Кандалакшского района Мурманской области.

## Общие сведения
Площадь озера — 1,1 км². Располагается на высоте 89,3 метров над уровнем моря.
Форма озера лопастная, продолговатая: оно более чем на три километра вытянуто с юго-запада на северо-восток. Берега каменисто-песчаные, преимущественно заболоченные.
Из юго-западной оконечности озера Таймут вытекает безымянная протока, втекающая с левого берега в реку Визи, впадающую в  Тумчаозеро, которое соединяется с Сушозером, Через последнее протекает река Ковда, впадающая, в свою очередь, в Белое море.
В озере расположено не менее четырёх небольших безымянных островов.
Населённые пункты и автодороги вблизи водоёма отсутствуют.
Код объекта в государственном водном реестре — 02020000611102000001242.